# Dove Men+Care Rio de Janeiro
O Dove Men+Care Rio de Janeiro é um torneio de tênis com sede no Rio de Janeiro, Brasil, e que faz parte da série ATP Challenger Tour desde 2022, em substituição ao Aberto da República, disputado em Brasília, em 2021. A sede escolhida para a realização do torneio é o Rio Tennis Academy, no bairro das Laranjeiras.

A competição contou com a participação do italiano Marco Cecchinato, semifinalista do Torneio de Roland-Garros em 2018 e que se sagrou campeão da chave de simples, desta edição de estreia.

## Edições

### Simples
| Ano  | Campeões         | Finalistas       | Placar        | Ref.  |
| ---- | ---------------- | ---------------- | ------------- | ----- |
| 2022 | Marco Cecchinato | Yannick Hanfmann | 4–6, 6–4, 6-3 | [ 2 ] |

### Duplas
| Ano  | Campeões                        | Finalistas                  | Placar   | Ref.  |
| ---- | ------------------------------- | --------------------------- | -------- | ----- |
| 2022 | Guido Andreozzi Guillermo Durán | Karol Drzewiecki Jakub Paul | 6–3, 6-2 | [ 3 ] |